# Eleições autárquicas de 2017 em Santa Maria da Feira
As eleições autárquicas de 2017 serviram para eleger os diferentes órgãos do poder local autárquico do concelho de Santa Maria da Feira.
Emídio Sousa, presidente eleito em 2013 pelo Partido Social Democrata, foi reeleito ao obter uma vitória com uma ampla vantagem sobre a oposição, conseguindo 50,5% dos votos e 7 vereadores.
Margarida Gariso, candidata pelo Partido Socialista, obteve um mau resultado, pior que os alcançados em 2013, ao ficar-se pelos 32,5% dos votos e 4 vereadores.
Os restantes partidos obtiveram resultados residuais.

## Listas e Candidatos
| Lista | Lista                          | Candidato        |
| ----- | ------------------------------ | ---------------- |
|       | Partido Social Democrata       | Emídio Sousa     |
|       | Partido Socialista             | Margarida Gariso |
|       | CDS – Partido Popular          | Rui Tavares      |
|       | Bloco de Esquerda              | Luís Sá          |
|       | Coligação Democrática Unitária | Antero Resende   |
|       | Partido Nacional Renovador     | Anselmo Oliveira |

## Resultados Oficiais
Os resultados nas eleições autárquicas de 2017 no concelho de Santa Maria da Feira para os diferentes órgãos do poder local foram os seguintes:

## Mapa

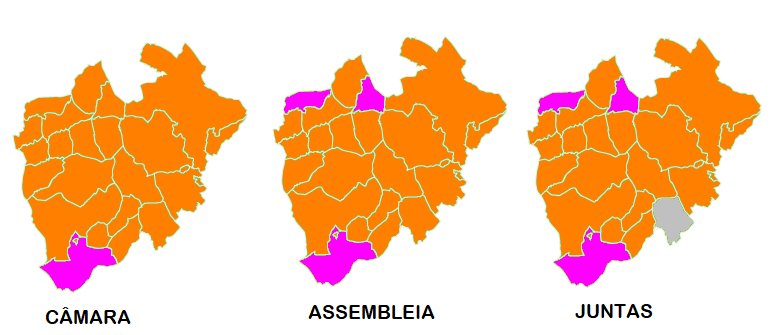
Partido mais votado por Freguesia

### Câmara Municipal
| Partido                 | Partido                        | Votos   | %               | +/-  | Vereadores | +/-     |
| ----------------------- | ------------------------------ | ------- | --------------- | ---- | ---------- | ------- |
|                         | Partido Social Democrata       | 36 383  | 50,48 / 100,00  | 5,96 | 7 / 11     | 1       |
|                         | Partido Socialista             | 23 406  | 32,47 / 100,00  | 2,79 | 4 / 11     | 1       |
|                         | CDS – Partido Popular          | 3 120   | 4,33 / 100,00   | 0,49 | 0 / 11     | Estável |
|                         | Bloco de Esquerda              | 2 992   | 4,15 / 100,00   | 0,14 | 0 / 11     | Estável |
|                         | Coligação Democrática Unitária | 1 954   | 2,71 / 100,00   | 1,53 | 0 / 11     | Estável |
|                         | Partido Nacional Renovador     | 362     | 0,50 / 100,00   | -    | 0 / 11     | -       |
| Votos Inválidos         | Votos Inválidos                | 3 864   | 5,36 / 100,00   | 2,77 |            |         |
| Total                   | Total                          | 72 081  | 100,00 / 100,00 |      | 11 / 11    |         |
| Eleitorado/Participação | Eleitorado/Participação        | 125 745 | 57,32 / 100,00  | 1,91 |            |         |

### Assembleia Municipal
| Partido                 | Partido                        | Votos   | %               | +/-  | Deputados | +/-     |
| ----------------------- | ------------------------------ | ------- | --------------- | ---- | --------- | ------- |
|                         | Partido Social Democrata       | 33 522  | 46,51 / 100,00  | 4,51 | 17 / 33   | 1       |
|                         | Partido Socialista             | 23 988  | 33,28 / 100,00  | 2,08 | 12 / 33   | 2       |
|                         | Bloco de Esquerda              | 3 909   | 5,42 / 100,00   | 0,88 | 2 / 33    | 1       |
|                         | CDS – Partido Popular          | 3 619   | 5,02 / 100,00   | 0,53 | 1 / 33    | Estável |
|                         | Coligação Democrática Unitária | 2 333   | 3,24 / 100,00   | 1,65 | 1 / 33    | Estável |
|                         | Partido Nacional Renovador     | 421     | 0,58 / 100,00   | -    | 0 / 33    | -       |
| Votos Inválidos         | Votos Inválidos                | 4 284   | 5,95 / 100,00   | 2,76 |           |         |
| Total                   | Total                          | 72 076  | 100,00 / 100,00 |      | 33 / 33   |         |
| Eleitorado/Participação | Eleitorado/Participação        | 125 745 | 57,32 / 100,00  | 1,92 |           |         |

### Juntas de Freguesia
| Partido                 | Partido                        | Votos   | %               | +/-  | Presidentes | +/-     | Mandatos  | +/- |
| ----------------------- | ------------------------------ | ------- | --------------- | ---- | ----------- | ------- | --------- | --- |
|                         | Partido Social Democrata       | 33 380  | 46,31 / 100,00  | 5,00 | 17 / 21     | 2       | 123 / 233 | 9   |
|                         | Partido Socialista             | 23 441  | 32,52 / 100,00  | 0,90 | 3 / 21      | 2       | 89 / 233  | 1   |
|                         | CDS – Partido Popular          | 4 323   | 6,00 / 100,00   | 0,89 | 0 / 21      | Estável | 10 / 233  | 2   |
|                         | Bloco de Esquerda              | 2 594   | 3,60 / 100,00   | 1,31 | 0 / 21      | Estável | 1 / 233   | 1   |
|                         | Coligação Democrática Unitária | 2 245   | 3,11 / 100,00   | 0,77 | 0 / 21      | Estável | 3 / 233   | 1   |
|                         | Grupo de Cidadãos              | 1 616   | 2,24 / 100,00   | 3,43 | 1 / 21      | Estável | 7 / 233   | 5   |
|                         | CDS-MPT                        | 68      | 0,09 / 100,00   | -    | 0 / 21      | -       | 0 / 233   | -   |
|                         | Partido Nacional Renovador     | 45      | 0,06 / 100,00   | -    | 0 / 21      | -       | 0 / 233   | -   |
| Votos Inválidos         | Votos Inválidos                | 4 366   | 6,05 / 100,00   | 1,05 |             |         |           |     |
| Total                   | Total                          | 72 078  | 100,00 / 100,00 |      | 21 / 21     |         | 233 / 233 | 4   |
| Eleitorado/Participação | Eleitorado/Participação        | 125 745 | 57,32 / 100,00  | 1,92 |             |         |           |     |

## Resultados por Freguesia

### Câmara Municipal
| Freguesia                       | %     | %     | %    | %    | %    | %    | Votantes |
| Freguesia                       | PSD   | PS    | CDS  | BE   | CDU  | PNR  | Votantes |
| ------------------------------- | ----- | ----- | ---- | ---- | ---- | ---- | -------- |
| Argoncilhe                      | 49,29 | 31,74 | 7,30 | 2,97 | 2,40 | 0,31 | 4 506    |
| Arrifana                        | 42,03 | 38,87 | 5,02 | 4,82 | 2,65 | 0,34 | 2 948    |
| Caldas de São Jorge e Pigeiros  | 53,24 | 32,19 | 3,10 | 2,70 | 3,55 | 0,67 | 2 224    |
| Canedo, Vale e Vila Maior       | 56,13 | 21,45 | 7,55 | 5,86 | 1,93 | 0,59 | 3 893    |
| Escapães                        | 50,08 | 36,84 | 2,77 | 2,56 | 2,51 | 0,31 | 1 911    |
| Fiães                           | 58,80 | 24,01 | 3,57 | 3,70 | 4,76 | 0,33 | 3 949    |
| Fornos                          | 54,06 | 25,77 | 3,13 | 4,00 | 8,22 | 0,49 | 1 824    |
| Lobão, Gião, Louredo e Guisande | 52,22 | 33,09 | 3,85 | 2,96 | 1,70 | 0,62 | 5 008    |
| Lourosa                         | 55,05 | 31,74 | 2,62 | 4,31 | 1,36 | 0,49 | 4 496    |
| Milheirós de Poiares            | 47,28 | 35,45 | 2,67 | 3,24 | 2,86 | 1,24 | 2 096    |
| Mozelos                         | 47,59 | 37,00 | 3,16 | 5,20 | 2,35 | 0,53 | 3 959    |
| Nogueira da Regedoura           | 44,35 | 42,69 | 2,47 | 3,83 | 1,99 | 0,33 | 3 317    |
| Paços de Brandão                | 49,98 | 31,60 | 6,70 | 4,40 | 2,45 | 0,18 | 2 775    |
| Rio Meão                        | 55,52 | 31,86 | 2,90 | 2,72 | 1,61 | 0,43 | 2 790    |
| Romariz                         | 51,71 | 31,94 | 8,82 | 1,41 | 0,82 | 0,29 | 1 700    |
| Sanguedo                        | 44,04 | 43,35 | 2,41 | 2,99 | 1,96 | 0,64 | 2 037    |
| Santa Maria da Feira            | 54,56 | 27,93 | 3,16 | 5,23 | 2,44 | 0,58 | 8 847    |
| Santa Maria de Lamas            | 43,31 | 41,03 | 3,64 | 3,82 | 2,93 | 0,54 | 2 803    |
| São João de Ver                 | 52,82 | 29,01 | 4,18 | 5,18 | 2,57 | 0,51 | 5 095    |
| São Miguel do Souto e Mosteirô  | 37,69 | 39,77 | 9,07 | 5,22 | 1,54 | 0,77 | 3 638    |
| São Paio de Oleiros             | 45,83 | 31,39 | 2,83 | 4,86 | 9,32 | 0,26 | 2 265    |
| Santa Maria da Feira            | 50,48 | 32,47 | 4,33 | 4,15 | 2,71 | 0,50 | 72 081   |

#### Argoncilhe
| Partido                 | Partido                        | Votos | %               | +/-  |
| ----------------------- | ------------------------------ | ----- | --------------- | ---- |
|                         | Partido Social Democrata       | 2 221 | 49,29 / 100,00  | 0,96 |
|                         | Partido Socialista             | 1 430 | 31,74 / 100,00  | 0,07 |
|                         | CDS – Partido Popular          | 329   | 7,30 / 100,00   | 3,01 |
|                         | Bloco de Esquerda              | 134   | 2,97 / 100,00   | 0,76 |
|                         | Coligação Democrática Unitária | 108   | 2,40 / 100,00   | 1,37 |
|                         | Partido Nacional Renovador     | 14    | 0,31 / 100,00   | -    |
| Votos Inválidos         | Votos Inválidos                | 270   | 6,00 / 100,00   | 2,21 |
| Total                   | Total                          | 4 506 | 100,00 / 100,00 |      |
| Eleitorado/Participação | Eleitorado/Participação        | 7 487 | 60,18 / 100,00  | 0,82 |

#### Arrifana
| Partido                 | Partido                        | Votos | %               | +/-  |
| ----------------------- | ------------------------------ | ----- | --------------- | ---- |
|                         | Partido Social Democrata       | 1 239 | 42,03 / 100,00  | 3,76 |
|                         | Partido Socialista             | 1 146 | 38,87 / 100,00  | 0,36 |
|                         | CDS – Partido Popular          | 148   | 5,02 / 100,00   | 0,97 |
|                         | Bloco de Esquerda              | 142   | 4,82 / 100,00   | 0,38 |
|                         | Coligação Democrática Unitária | 78    | 2,65 / 100,00   | 2,45 |
|                         | Partido Nacional Renovador     | 10    | 0,34 / 100,00   | -    |
| Votos Inválidos         | Votos Inválidos                | 185   | 6,27 / 100,00   | 3,65 |
| Total                   | Total                          | 2 948 | 100,00 / 100,00 |      |
| Eleitorado/Participação | Eleitorado/Participação        | 5 726 | 51,48 / 100,00  | 1,12 |

#### Caldas de São Jorge e Pigeiros
| Partido                 | Partido                        | Votos | %               | +/-  |
| ----------------------- | ------------------------------ | ----- | --------------- | ---- |
|                         | Partido Social Democrata       | 1 184 | 53,24 / 100,00  | 9,91 |
|                         | Partido Socialista             | 716   | 32,19 / 100,00  | 6,52 |
|                         | Coligação Democrática Unitária | 79    | 3,55 / 100,00   | 0,81 |
|                         | CDS – Partido Popular          | 69    | 3,10 / 100,00   | 0,77 |
|                         | Bloco de Esquerda              | 60    | 2,70 / 100,00   | 0,43 |
|                         | Partido Nacional Renovador     | 15    | 0,67 / 100,00   | -    |
| Votos Inválidos         | Votos Inválidos                | 101   | 4,54 / 100,00   | 2,93 |
| Total                   | Total                          | 2 224 | 100,00 / 100,00 |      |
| Eleitorado/Participação | Eleitorado/Participação        | 3 564 | 62,40 / 100,00  | 1,49 |

#### Canedo, Vale e Vila Maior
| Partido                 | Partido                        | Votos | %               | +/-  |
| ----------------------- | ------------------------------ | ----- | --------------- | ---- |
|                         | Partido Social Democrata       | 2 185 | 56,13 / 100,00  | 2,24 |
|                         | Partido Socialista             | 835   | 21,45 / 100,00  | 2,45 |
|                         | CDS – Partido Popular          | 294   | 7,55 / 100,00   | 3,73 |
|                         | Bloco de Esquerda              | 228   | 5,86 / 100,00   | 2,94 |
|                         | Coligação Democrática Unitária | 75    | 1,93 / 100,00   | 0,90 |
|                         | Partido Nacional Renovador     | 23    | 0,59 / 100,00   | -    |
| Votos Inválidos         | Votos Inválidos                | 253   | 6,50 / 100,00   | 1,66 |
| Total                   | Total                          | 3 893 | 100,00 / 100,00 |      |
| Eleitorado/Participação | Eleitorado/Participação        | 8 903 | 43,73 / 100,00  | 3,83 |

#### Escapães
| Partido                 | Partido                        | Votos | %               | +/-  |
| ----------------------- | ------------------------------ | ----- | --------------- | ---- |
|                         | Partido Social Democrata       | 957   | 50,08 / 100,00  | 6,16 |
|                         | Partido Socialista             | 704   | 36,84 / 100,00  | 3,43 |
|                         | CDS – Partido Popular          | 53    | 2,77 / 100,00   | 1,13 |
|                         | Bloco de Esquerda              | 49    | 2,56 / 100,00   | 1,45 |
|                         | Coligação Democrática Unitária | 48    | 2,51 / 100,00   | 0,47 |
|                         | Partido Nacional Renovador     | 6     | 0,31 / 100,00   | -    |
| Votos Inválidos         | Votos Inválidos                | 94    | 4,92 / 100,00   | 2,25 |
| Total                   | Total                          | 1 911 | 100,00 / 100,00 |      |
| Eleitorado/Participação | Eleitorado/Participação        | 2 961 | 64,54 / 100,00  | 9,37 |

#### Fiães
| Partido                 | Partido                        | Votos | %               | +/-  |
| ----------------------- | ------------------------------ | ----- | --------------- | ---- |
|                         | Partido Social Democrata       | 2 322 | 58,80 / 100,00  | 3,23 |
|                         | Partido Socialista             | 948   | 24,01 / 100,00  | 3,48 |
|                         | Coligação Democrática Unitária | 188   | 4,76 / 100,00   | 0,25 |
|                         | Bloco de Esquerda              | 146   | 3,70 / 100,00   | 0,36 |
|                         | CDS – Partido Popular          | 141   | 3,57 / 100,00   | 1,61 |
|                         | Partido Nacional Renovador     | 13    | 0,33 / 100,00   | -    |
| Votos Inválidos         | Votos Inválidos                | 191   | 4,84 / 100,00   | 1,79 |
| Total                   | Total                          | 3 949 | 100,00 / 100,00 |      |
| Eleitorado/Participação | Eleitorado/Participação        | 7 009 | 56,34 / 100,00  | 0,97 |

#### Fornos
| Partido                 | Partido                        | Votos | %               | +/-   |
| ----------------------- | ------------------------------ | ----- | --------------- | ----- |
|                         | Partido Social Democrata       | 986   | 54,06 / 100,00  | 10,28 |
|                         | Partido Socialista             | 470   | 25,77 / 100,00  | 6,88  |
|                         | Coligação Democrática Unitária | 150   | 8,22 / 100,00   | 2,51  |
|                         | Bloco de Esquerda              | 73    | 4,00 / 100,00   | 0,40  |
|                         | CDS – Partido Popular          | 57    | 3,13 / 100,00   | 0,45  |
|                         | Partido Nacional Renovador     | 9     | 0,49 / 100,00   | -     |
| Votos Inválidos         | Votos Inválidos                | 79    | 4,33 / 100,00   | 2,24  |
| Total                   | Total                          | 1 824 | 100,00 / 100,00 |       |
| Eleitorado/Participação | Eleitorado/Participação        | 3 017 | 60,46 / 100,00  | 1,03  |

#### Lobão, Gião, Louredo e Guisande
| Partido                 | Partido                        | Votos | %               | +/-  |
| ----------------------- | ------------------------------ | ----- | --------------- | ---- |
|                         | Partido Social Democrata       | 2 615 | 52,22 / 100,00  | 5,70 |
|                         | Partido Socialista             | 1 657 | 33,09 / 100,00  | 0,76 |
|                         | CDS – Partido Popular          | 193   | 3,85 / 100,00   | 1,94 |
|                         | Bloco de Esquerda              | 148   | 2,96 / 100,00   | 0,30 |
|                         | Coligação Democrática Unitária | 85    | 1,70 / 100,00   | 1,06 |
|                         | Partido Nacional Renovador     | 31    | 0,62 / 100,00   | -    |
| Votos Inválidos         | Votos Inválidos                | 279   | 5,58 / 100,00   | 2,25 |
| Total                   | Total                          | 5 008 | 100,00 / 100,00 |      |
| Eleitorado/Participação | Eleitorado/Participação        | 9 607 | 52,13 / 100,00  | 1,05 |

#### Lourosa
| Partido                 | Partido                        | Votos | %               | +/-  |
| ----------------------- | ------------------------------ | ----- | --------------- | ---- |
|                         | Partido Social Democrata       | 2 475 | 55,05 / 100,00  | 6,51 |
|                         | Partido Socialista             | 1 427 | 31,74 / 100,00  | 1,15 |
|                         | Bloco de Esquerda              | 194   | 4,31 / 100,00   | 0,08 |
|                         | CDS – Partido Popular          | 118   | 2,62 / 100,00   | 1,52 |
|                         | Coligação Democrática Unitária | 61    | 1,36 / 100,00   | 1,61 |
|                         | Partido Nacional Renovador     | 22    | 0,49 / 100,00   | -    |
| Votos Inválidos         | Votos Inválidos                | 199   | 4,43 / 100,00   | 2,80 |
| Total                   | Total                          | 4 496 | 100,00 / 100,00 |      |
| Eleitorado/Participação | Eleitorado/Participação        | 7 784 | 57,76 / 100,00  | 2,49 |

#### Milheirós de Poiares
| Partido                 | Partido                        | Votos | %               | +/-   |
| ----------------------- | ------------------------------ | ----- | --------------- | ----- |
|                         | Partido Social Democrata       | 991   | 47,28 / 100,00  | 15,03 |
|                         | Partido Socialista             | 743   | 35,45 / 100,00  | 17,28 |
|                         | Bloco de Esquerda              | 68    | 3,24 / 100,00   | 0,68  |
|                         | Coligação Democrática Unitária | 60    | 2,86 / 100,00   | 0,15  |
|                         | CDS – Partido Popular          | 56    | 2,67 / 100,00   | 1,27  |
|                         | Partido Nacional Renovador     | 26    | 1,24 / 100,00   | -     |
| Votos Inválidos         | Votos Inválidos                | 152   | 7,26 / 100,00   | 1,02  |
| Total                   | Total                          | 2 096 | 100,00 / 100,00 |       |
| Eleitorado/Participação | Eleitorado/Participação        | 3 325 | 63,04 / 100,00  | 2,70  |

#### Mozelos
| Partido                 | Partido                        | Votos | %               | +/-  |
| ----------------------- | ------------------------------ | ----- | --------------- | ---- |
|                         | Partido Social Democrata       | 1 884 | 47,59 / 100,00  | 8,09 |
|                         | Partido Socialista             | 1 465 | 37,00 / 100,00  | 1,08 |
|                         | Bloco de Esquerda              | 206   | 5,20 / 100,00   | 0,38 |
|                         | CDS – Partido Popular          | 125   | 3,16 / 100,00   | 1,14 |
|                         | Coligação Democrática Unitária | 93    | 2,35 / 100,00   | 2,27 |
|                         | Partido Nacional Renovador     | 21    | 0,53 / 100,00   | -    |
| Votos Inválidos         | Votos Inválidos                | 165   | 4,17 / 100,00   | 4,51 |
| Total                   | Total                          | 3 959 | 100,00 / 100,00 |      |
| Eleitorado/Participação | Eleitorado/Participação        | 6 348 | 62,37 / 100,00  | 3,31 |

#### Nogueira da Regedoura
| Partido                 | Partido                        | Votos | %               | +/-  |
| ----------------------- | ------------------------------ | ----- | --------------- | ---- |
|                         | Partido Social Democrata       | 1 471 | 44,35 / 100,00  | 6,14 |
|                         | Partido Socialista             | 1 416 | 42,69 / 100,00  | 0,74 |
|                         | Bloco de Esquerda              | 127   | 3,83 / 100,00   | 0,47 |
|                         | CDS – Partido Popular          | 82    | 2,47 / 100,00   | 2,40 |
|                         | Coligação Democrática Unitária | 66    | 1,99 / 100,00   | 1,51 |
|                         | Partido Nacional Renovador     | 11    | 0,33 / 100,00   | -    |
| Votos Inválidos         | Votos Inválidos                | 144   | 4,34 / 100,00   | 2,83 |
| Total                   | Total                          | 3 317 | 100,00 / 100,00 |      |
| Eleitorado/Participação | Eleitorado/Participação        | 5 087 | 65,21 / 100,00  | 4,39 |

#### Paços de Brandão
| Partido                 | Partido                        | Votos | %               | +/-  |
| ----------------------- | ------------------------------ | ----- | --------------- | ---- |
|                         | Partido Social Democrata       | 1 387 | 49,98 / 100,00  | 2,84 |
|                         | Partido Socialista             | 877   | 31,60 / 100,00  | 5,46 |
|                         | CDS – Partido Popular          | 186   | 6,70 / 100,00   | 1,56 |
|                         | Bloco de Esquerda              | 122   | 4,40 / 100,00   | 0,82 |
|                         | Coligação Democrática Unitária | 68    | 2,45 / 100,00   | 1,99 |
|                         | Partido Nacional Renovador     | 5     | 0,18 / 100,00   | -    |
| Votos Inválidos         | Votos Inválidos                | 130   | 4,68 / 100,00   | 4,12 |
| Total                   | Total                          | 2 775 | 100,00 / 100,00 |      |
| Eleitorado/Participação | Eleitorado/Participação        | 4 366 | 63,56 / 100,00  | 4,71 |

#### Rio Meão
| Partido                 | Partido                        | Votos | %               | +/-  |
| ----------------------- | ------------------------------ | ----- | --------------- | ---- |
|                         | Partido Social Democrata       | 1 549 | 55,52 / 100,00  | 4,45 |
|                         | Partido Socialista             | 889   | 31,86 / 100,00  | 6,22 |
|                         | CDS – Partido Popular          | 81    | 2,90 / 100,00   | 0,68 |
|                         | Bloco de Esquerda              | 76    | 2,72 / 100,00   | 0,54 |
|                         | Coligação Democrática Unitária | 45    | 1,61 / 100,00   | 1,88 |
|                         | Partido Nacional Renovador     | 12    | 0,43 / 100,00   | -    |
| Votos Inválidos         | Votos Inválidos                | 138   | 4,94 / 100,00   | 1,56 |
| Total                   | Total                          | 2 790 | 100,00 / 100,00 |      |
| Eleitorado/Participação | Eleitorado/Participação        | 4 444 | 62,78 / 100,00  | 0,97 |

#### Romariz
| Partido                 | Partido                        | Votos | %               | +/-  |
| ----------------------- | ------------------------------ | ----- | --------------- | ---- |
|                         | Partido Social Democrata       | 879   | 51,71 / 100,00  | 8,24 |
|                         | Partido Socialista             | 543   | 31,94 / 100,00  | 9,89 |
|                         | CDS – Partido Popular          | 150   | 8,82 / 100,00   | 6,43 |
|                         | Bloco de Esquerda              | 24    | 1,41 / 100,00   | 0,79 |
|                         | Coligação Democrática Unitária | 14    | 0,82 / 100,00   | 0,94 |
|                         | Partido Nacional Renovador     | 5     | 0,29 / 100,00   | -    |
| Votos Inválidos         | Votos Inválidos                | 85    | 5,00 / 100,00   | 3,35 |
| Total                   | Total                          | 1 700 | 100,00 / 100,00 |      |
| Eleitorado/Participação | Eleitorado/Participação        | 3 051 | 55,72 / 100,00  | 5,15 |

#### Sanguedo
| Partido                 | Partido                        | Votos | %               | +/-  |
| ----------------------- | ------------------------------ | ----- | --------------- | ---- |
|                         | Partido Social Democrata       | 897   | 44,04 / 100,00  | 4,60 |
|                         | Partido Socialista             | 883   | 43,35 / 100,00  | 5,86 |
|                         | Bloco de Esquerda              | 61    | 2,99 / 100,00   | 0,47 |
|                         | CDS – Partido Popular          | 49    | 2,41 / 100,00   | 0,10 |
|                         | Coligação Democrática Unitária | 40    | 1,96 / 100,00   | 0,97 |
|                         | Partido Nacional Renovador     | 13    | 0,64 / 100,00   | -    |
| Votos Inválidos         | Votos Inválidos                | 94    | 4,61 / 100,00   | 1,50 |
| Total                   | Total                          | 2 037 | 100,00 / 100,00 |      |
| Eleitorado/Participação | Eleitorado/Participação        | 3 135 | 64,98 / 100,00  | 2,68 |

#### Santa Maria da Feira
| Partido                 | Partido                        | Votos  | %               | +/-   |
| ----------------------- | ------------------------------ | ------ | --------------- | ----- |
|                         | Partido Social Democrata       | 4 827  | 54,56 / 100,00  | 15,78 |
|                         | Partido Socialista             | 2 471  | 27,93 / 100,00  | 10,65 |
|                         | Bloco de Esquerda              | 463    | 5,23 / 100,00   | 0,15  |
|                         | CDS – Partido Popular          | 280    | 3,16 / 100,00   | 0,27  |
|                         | Coligação Democrática Unitária | 216    | 2,44 / 100,00   | 1,69  |
|                         | Partido Nacional Renovador     | 51     | 0,58 / 100,00   | -     |
| Votos Inválidos         | Votos Inválidos                | 539    | 6,09 / 100,00   | 4,15  |
| Total                   | Total                          | 8 847  | 100,00 / 100,00 |       |
| Eleitorado/Participação | Eleitorado/Participação        | 16 674 | 53,06 / 100,00  | 1,69  |

#### Santa Maria de Lamas
| Partido                 | Partido                        | Votos | %               | +/-  |
| ----------------------- | ------------------------------ | ----- | --------------- | ---- |
|                         | Partido Social Democrata       | 1 214 | 43,31 / 100,00  | 0,59 |
|                         | Partido Socialista             | 1 150 | 41,03 / 100,00  | 3,53 |
|                         | Bloco de Esquerda              | 107   | 3,82 / 100,00   | 0,18 |
|                         | CDS – Partido Popular          | 102   | 3,64 / 100,00   | 1,31 |
|                         | Coligação Democrática Unitária | 82    | 2,93 / 100,00   | 2,16 |
|                         | Partido Nacional Renovador     | 15    | 0,54 / 100,00   | -    |
| Votos Inválidos         | Votos Inválidos                | 133   | 4,74 / 100,00   | 2,44 |
| Total                   | Total                          | 2 803 | 100,00 / 100,00 |      |
| Eleitorado/Participação | Eleitorado/Participação        | 4 502 | 62,26 / 100,00  | 2,21 |

#### São João de Ver
| Partido                 | Partido                        | Votos | %               | +/-   |
| ----------------------- | ------------------------------ | ----- | --------------- | ----- |
|                         | Partido Social Democrata       | 2 691 | 52,82 / 100,00  | 10,91 |
|                         | Partido Socialista             | 1 478 | 29,01 / 100,00  | 7,24  |
|                         | Bloco de Esquerda              | 264   | 5,18 / 100,00   | 0,98  |
|                         | CDS – Partido Popular          | 213   | 4,18 / 100,00   | 0,90  |
|                         | Coligação Democrática Unitária | 131   | 2,57 / 100,00   | 1,78  |
|                         | Partido Nacional Renovador     | 26    | 0,51 / 100,00   | -     |
| Votos Inválidos         | Votos Inválidos                | 292   | 5,73 / 100,00   | 2,32  |
| Total                   | Total                          | 5 095 | 100,00 / 100,00 |       |
| Eleitorado/Participação | Eleitorado/Participação        | 9 259 | 55,03 / 100,00  | 0,88  |

#### São Miguel do Souto e Mosteirô
| Partido                 | Partido                        | Votos | %               | +/-  |
| ----------------------- | ------------------------------ | ----- | --------------- | ---- |
|                         | Partido Socialista             | 1 447 | 39,77 / 100,00  | 0,70 |
|                         | Partido Social Democrata       | 1 371 | 37,69 / 100,00  | 2,34 |
|                         | CDS – Partido Popular          | 330   | 9,07 / 100,00   | 1,62 |
|                         | Bloco de Esquerda              | 190   | 5,22 / 100,00   | 2,31 |
|                         | Coligação Democrática Unitária | 56    | 1,54 / 100,00   | 2,26 |
|                         | Partido Nacional Renovador     | 28    | 0,77 / 100,00   | -    |
| Votos Inválidos         | Votos Inválidos                | 216   | 5,94 / 100,00   | 4,08 |
| Total                   | Total                          | 3 638 | 100,00 / 100,00 |      |
| Eleitorado/Participação | Eleitorado/Participação        | 6 032 | 60,31 / 100,00  | 7,64 |

#### São Paio de Oleiros
| Partido                 | Partido                        | Votos | %               | +/-   |
| ----------------------- | ------------------------------ | ----- | --------------- | ----- |
|                         | Partido Social Democrata       | 1 038 | 45,83 / 100,00  | 10,72 |
|                         | Partido Socialista             | 711   | 31,39 / 100,00  | 7,64  |
|                         | Coligação Democrática Unitária | 211   | 9,32 / 100,00   | 2,86  |
|                         | Bloco de Esquerda              | 110   | 4,86 / 100,00   | 0,25  |
|                         | CDS – Partido Popular          | 64    | 2,83 / 100,00   | 1,01  |
|                         | Partido Nacional Renovador     | 6     | 0,26 / 100,00   | -     |
| Votos Inválidos         | Votos Inválidos                | 125   | 5,51 / 100,00   | 1,74  |
| Total                   | Total                          | 2 265 | 100,00 / 100,00 |       |
| Eleitorado/Participação | Eleitorado/Participação        | 3 464 | 65,39 / 100,00  | 3,32  |

### Assembleia Municipal
| Freguesia                       | %     | %     | %    | %     | %     | %    | Votantes |
| Freguesia                       | PSD   | PS    | BE   | CDS   | CDU   | PNR  | Votantes |
| ------------------------------- | ----- | ----- | ---- | ----- | ----- | ---- | -------- |
| Argoncilhe                      | 45,05 | 33,68 | 3,64 | 8,39  | 2,82  | 0,38 | 4 504    |
| Arrifana                        | 40,36 | 38,93 | 5,23 | 5,30  | 3,02  | 0,34 | 2 946    |
| Caldas de São Jorge e Pigeiros  | 46,67 | 34,98 | 3,46 | 4,14  | 4,59  | 0,63 | 2 224    |
| Canedo, Vale e Vila Maior       | 53,44 | 20,93 | 6,78 | 9,04  | 2,16  | 0,59 | 3 894    |
| Escapães                        | 46,10 | 38,46 | 3,40 | 3,45  | 2,15  | 0,37 | 1 911    |
| Fiães                           | 46,62 | 28,44 | 6,28 | 4,53  | 7,24  | 0,38 | 3 949    |
| Fornos                          | 50,05 | 26,43 | 5,21 | 3,29  | 8,55  | 0,55 | 1 824    |
| Lobão, Gião, Louredo e Guisande | 48,18 | 34,70 | 3,71 | 4,21  | 2,10  | 0,70 | 5 008    |
| Lourosa                         | 50,41 | 34,16 | 5,20 | 2,94  | 1,78  | 0,51 | 4 497    |
| Milheirós de Poiares            | 45,18 | 36,16 | 3,29 | 3,10  | 3,10  | 1,43 | 2 096    |
| Mozelos                         | 44,30 | 38,07 | 6,26 | 3,64  | 2,63  | 0,66 | 3 959    |
| Nogueira da Regedoura           | 41,57 | 44,32 | 4,28 | 2,80  | 2,11  | 0,39 | 3 317    |
| Paços de Brandão                | 46,97 | 30,39 | 5,77 | 8,62  | 2,85  | 0,36 | 2 774    |
| Rio Meão                        | 60,21 | 26,00 | 3,65 | 3,08  | 1,86  | 0,36 | 2 792    |
| Romariz                         | 49,88 | 31,71 | 1,65 | 9,53  | 1,18  | 0,29 | 1 700    |
| Sanguedo                        | 38,98 | 45,70 | 3,78 | 3,49  | 2,26  | 0,88 | 2 037    |
| Santa Maria da Feira            | 48,78 | 28,38 | 8,66 | 3,67  | 3,08  | 0,78 | 8 845    |
| Santa Maria de Lamas            | 41,24 | 39,60 | 4,99 | 4,39  | 3,67  | 0,68 | 2 803    |
| São João de Ver                 | 49,50 | 29,93 | 6,50 | 4,59  | 2,83  | 0,51 | 5 095    |
| São Miguel do Souto e Mosteirô  | 32,43 | 40,73 | 6,46 | 10,73 | 1,87  | 0,96 | 3 636    |
| São Paio de Oleiros             | 43,80 | 31,66 | 5,47 | 2,69  | 10,60 | 0,26 | 2 265    |
| Santa Maria da Feira            | 46,51 | 33,28 | 5,42 | 5,02  | 3,24  | 0,58 | 72 076   |

#### Argoncilhe
| Partido                 | Partido                        | Votos | %               | +/-  |
| ----------------------- | ------------------------------ | ----- | --------------- | ---- |
|                         | Partido Social Democrata       | 2 029 | 45,05 / 100,00  | 0,85 |
|                         | Partido Socialista             | 1 517 | 33,68 / 100,00  | 1,20 |
|                         | CDS – Partido Popular          | 378   | 8,39 / 100,00   | 3,56 |
|                         | Bloco de Esquerda              | 164   | 3,64 / 100,00   | 0,42 |
|                         | Coligação Democrática Unitária | 127   | 2,82 / 100,00   | 1,58 |
|                         | Partido Nacional Renovador     | 17    | 0,38 / 100,00   | -    |
| Votos Inválidos         | Votos Inválidos                | 272   | 6,04 / 100,00   | 2,29 |
| Total                   | Total                          | 4 504 | 100,00 / 100,00 |      |
| Eleitorado/Participação | Eleitorado/Participação        | 7 487 | 60,16 / 100,00  | 0,80 |

#### Arrifana
| Partido                 | Partido                        | Votos | %               | +/-  |
| ----------------------- | ------------------------------ | ----- | --------------- | ---- |
|                         | Partido Social Democrata       | 1 189 | 40,36 / 100,00  | 6,56 |
|                         | Partido Socialista             | 1 147 | 38,93 / 100,00  | 0,58 |
|                         | CDS – Partido Popular          | 156   | 5,30 / 100,00   | 1,56 |
|                         | Bloco de Esquerda              | 154   | 5,23 / 100,00   | 0,74 |
|                         | Coligação Democrática Unitária | 89    | 3,02 / 100,00   | 1,98 |
|                         | Partido Nacional Renovador     | 10    | 0,34 / 100,00   | -    |
| Votos Inválidos         | Votos Inválidos                | 201   | 6,82 / 100,00   | 3,21 |
| Total                   | Total                          | 2 946 | 100,00 / 100,00 |      |
| Eleitorado/Participação | Eleitorado/Participação        | 5 726 | 51,45 / 100,00  | 1,11 |

#### Caldas de São Jorge e Pigeiros
| Partido                 | Partido                        | Votos | %               | +/-  |
| ----------------------- | ------------------------------ | ----- | --------------- | ---- |
|                         | Partido Social Democrata       | 1 038 | 46,67 / 100,00  | 6,49 |
|                         | Partido Socialista             | 778   | 34,98 / 100,00  | 5,51 |
|                         | Coligação Democrática Unitária | 102   | 4,59 / 100,00   | 0,48 |
|                         | CDS – Partido Popular          | 92    | 4,14 / 100,00   | 0,36 |
|                         | Bloco de Esquerda              | 77    | 3,46 / 100,00   | 0,75 |
|                         | Partido Nacional Renovador     | 14    | 0,63 / 100,00   | -    |
| Votos Inválidos         | Votos Inválidos                | 123   | 5,53 / 100,00   | 2,25 |
| Total                   | Total                          | 2 224 | 100,00 / 100,00 |      |
| Eleitorado/Participação | Eleitorado/Participação        | 3 564 | 62,40 / 100,00  | 1,49 |

#### Canedo, Vale e Vila Maior
| Partido                 | Partido                        | Votos | %               | +/-  |
| ----------------------- | ------------------------------ | ----- | --------------- | ---- |
|                         | Partido Social Democrata       | 2 081 | 53,44 / 100,00  | 4,59 |
|                         | Partido Socialista             | 815   | 20,93 / 100,00  | 2,43 |
|                         | CDS – Partido Popular          | 352   | 9,04 / 100,00   | 4,45 |
|                         | Bloco de Esquerda              | 264   | 6,78 / 100,00   | 3,98 |
|                         | Coligação Democrática Unitária | 84    | 2,16 / 100,00   | 0,69 |
|                         | Partido Nacional Renovador     | 23    | 0,59 / 100,00   | -    |
| Votos Inválidos         | Votos Inválidos                | 275   | 7,06 / 100,00   | 1,30 |
| Total                   | Total                          | 3 894 | 100,00 / 100,00 |      |
| Eleitorado/Participação | Eleitorado/Participação        | 8 903 | 43,74 / 100,00  | 3,83 |

#### Escapães
| Partido                 | Partido                        | Votos | %               | +/-  |
| ----------------------- | ------------------------------ | ----- | --------------- | ---- |
|                         | Partido Social Democrata       | 881   | 46,10 / 100,00  | 4,07 |
|                         | Partido Socialista             | 735   | 38,46 / 100,00  | 1,14 |
|                         | CDS – Partido Popular          | 66    | 3,45 / 100,00   | 1,38 |
|                         | Bloco de Esquerda              | 65    | 3,40 / 100,00   | 0,92 |
|                         | Coligação Democrática Unitária | 41    | 2,15 / 100,00   | 1,38 |
|                         | Partido Nacional Renovador     | 7     | 0,37 / 100,00   | -    |
| Votos Inválidos         | Votos Inválidos                | 116   | 6,07 / 100,00   | 2,38 |
| Total                   | Total                          | 1 911 | 100,00 / 100,00 |      |
| Eleitorado/Participação | Eleitorado/Participação        | 2 961 | 64,54 / 100,00  | 9,37 |

#### Fiães
| Partido                 | Partido                        | Votos | %               | +/-  |
| ----------------------- | ------------------------------ | ----- | --------------- | ---- |
|                         | Partido Social Democrata       | 1 841 | 46,62 / 100,00  | 2,84 |
|                         | Partido Socialista             | 1 123 | 28,44 / 100,00  | 3,87 |
|                         | Coligação Democrática Unitária | 286   | 7,24 / 100,00   | 0,75 |
|                         | Bloco de Esquerda              | 248   | 6,28 / 100,00   | 1,46 |
|                         | CDS – Partido Popular          | 179   | 4,53 / 100,00   | 2,11 |
|                         | Partido Nacional Renovador     | 15    | 0,38 / 100,00   | -    |
| Votos Inválidos         | Votos Inválidos                | 257   | 6,51 / 100,00   | 2,18 |
| Total                   | Total                          | 3 949 | 100,00 / 100,00 |      |
| Eleitorado/Participação | Eleitorado/Participação        | 7 009 | 56,34 / 100,00  | 0,97 |

#### Fornos
| Partido                 | Partido                        | Votos | %               | +/-  |
| ----------------------- | ------------------------------ | ----- | --------------- | ---- |
|                         | Partido Social Democrata       | 913   | 50,05 / 100,00  | 6,79 |
|                         | Partido Socialista             | 482   | 26,43 / 100,00  | 5,70 |
|                         | Coligação Democrática Unitária | 156   | 8,55 / 100,00   | 2,98 |
|                         | Bloco de Esquerda              | 95    | 5,21 / 100,00   | 1,50 |
|                         | CDS – Partido Popular          | 60    | 3,29 / 100,00   | 0,61 |
|                         | Partido Nacional Renovador     | 10    | 0,55 / 100,00   | -    |
| Votos Inválidos         | Votos Inválidos                | 108   | 5,92 / 100,00   | 1,76 |
| Total                   | Total                          | 1 824 | 100,00 / 100,00 |      |
| Eleitorado/Participação | Eleitorado/Participação        | 3 017 | 60,46 / 100,00  | 1,03 |

#### Lobão, Gião, Louredo e Guisande
| Partido                 | Partido                        | Votos | %               | +/-  |
| ----------------------- | ------------------------------ | ----- | --------------- | ---- |
|                         | Partido Social Democrata       | 2 413 | 48,18 / 100,00  | 3,76 |
|                         | Partido Socialista             | 1 738 | 34,70 / 100,00  | 1,32 |
|                         | CDS – Partido Popular          | 211   | 4,21 / 100,00   | 2,79 |
|                         | Bloco de Esquerda              | 186   | 3,71 / 100,00   | 0,11 |
|                         | Coligação Democrática Unitária | 105   | 2,10 / 100,00   | 0,88 |
|                         | Partido Nacional Renovador     | 35    | 0,70 / 100,00   | -    |
| Votos Inválidos         | Votos Inválidos                | 320   | 6,39 / 100,00   | 2,24 |
| Total                   | Total                          | 5 008 | 100,00 / 100,00 |      |
| Eleitorado/Participação | Eleitorado/Participação        | 9 607 | 52,13 / 100,00  | 1,04 |

#### Lourosa
| Partido                 | Partido                        | Votos | %               | +/-  |
| ----------------------- | ------------------------------ | ----- | --------------- | ---- |
|                         | Partido Social Democrata       | 2 267 | 50,41 / 100,00  | 5,28 |
|                         | Partido Socialista             | 1 536 | 34,16 / 100,00  | 0,71 |
|                         | Bloco de Esquerda              | 234   | 5,20 / 100,00   | 0,18 |
|                         | CDS – Partido Popular          | 132   | 2,94 / 100,00   | 1,97 |
|                         | Coligação Democrática Unitária | 80    | 1,78 / 100,00   | 1,51 |
|                         | Partido Nacional Renovador     | 23    | 0,51 / 100,00   | -    |
| Votos Inválidos         | Votos Inválidos                | 225   | 5,01 / 100,00   | 3,20 |
| Total                   | Total                          | 4 497 | 100,00 / 100,00 |      |
| Eleitorado/Participação | Eleitorado/Participação        | 7 784 | 57,77 / 100,00  | 2,49 |

#### Milheirós de Poiares
| Partido                 | Partido                        | Votos | %               | +/-   |
| ----------------------- | ------------------------------ | ----- | --------------- | ----- |
|                         | Partido Social Democrata       | 947   | 45,18 / 100,00  | 13,32 |
|                         | Partido Socialista             | 758   | 36,16 / 100,00  | 16,88 |
|                         | Bloco de Esquerda              | 69    | 3,29 / 100,00   | 0,53  |
|                         | CDS – Partido Popular          | 65    | 3,10 / 100,00   | 1,70  |
|                         | Coligação Democrática Unitária | 65    | 3,10 / 100,00   | 0,16  |
|                         | Partido Nacional Renovador     | 30    | 1,43 / 100,00   | -     |
| Votos Inválidos         | Votos Inválidos                | 162   | 7,73 / 100,00   | 0,05  |
| Total                   | Total                          | 2 096 | 100,00 / 100,00 |       |
| Eleitorado/Participação | Eleitorado/Participação        | 3 325 | 63,04 / 100,00  | 2,70  |

#### Mozelos
| Partido                 | Partido                        | Votos | %               | +/-  |
| ----------------------- | ------------------------------ | ----- | --------------- | ---- |
|                         | Partido Social Democrata       | 1 754 | 44,30 / 100,00  | 6,97 |
|                         | Partido Socialista             | 1 507 | 38,07 / 100,00  | 0,02 |
|                         | Bloco de Esquerda              | 248   | 6,26 / 100,00   | 0,77 |
|                         | CDS – Partido Popular          | 144   | 3,64 / 100,00   | 1,96 |
|                         | Coligação Democrática Unitária | 104   | 2,63 / 100,00   | 2,62 |
|                         | Partido Nacional Renovador     | 26    | 0,66 / 100,00   | -    |
| Votos Inválidos         | Votos Inválidos                | 176   | 4,45 / 100,00   | 4,82 |
| Total                   | Total                          | 3 959 | 100,00 / 100,00 |      |
| Eleitorado/Participação | Eleitorado/Participação        | 6 348 | 62,37 / 100,00  | 3,29 |

#### Nogueira da Regedoura
| Partido                 | Partido                        | Votos | %               | +/-  |
| ----------------------- | ------------------------------ | ----- | --------------- | ---- |
|                         | Partido Socialista             | 1 470 | 44,32 / 100,00  | 0,12 |
|                         | Partido Social Democrata       | 1 379 | 41,57 / 100,00  | 7,14 |
|                         | Bloco de Esquerda              | 142   | 4,28 / 100,00   | 0,42 |
|                         | CDS – Partido Popular          | 93    | 2,80 / 100,00   | 2,61 |
|                         | Coligação Democrática Unitária | 70    | 2,11 / 100,00   | 1,69 |
|                         | Partido Nacional Renovador     | 13    | 0,39 / 100,00   | -    |
| Votos Inválidos         | Votos Inválidos                | 150   | 4,52 / 100,00   | 2,69 |
| Total                   | Total                          | 3 317 | 100,00 / 100,00 |      |
| Eleitorado/Participação | Eleitorado/Participação        | 5 087 | 65,21 / 100,00  | 4,43 |

#### Paços de Brandão
| Partido                 | Partido                        | Votos | %               | +/-  |
| ----------------------- | ------------------------------ | ----- | --------------- | ---- |
|                         | Partido Social Democrata       | 1 303 | 46,97 / 100,00  | 1,57 |
|                         | Partido Socialista             | 843   | 30,39 / 100,00  | 5,16 |
|                         | CDS – Partido Popular          | 239   | 8,62 / 100,00   | 1,05 |
|                         | Bloco de Esquerda              | 160   | 5,77 / 100,00   | 0,31 |
|                         | Coligação Democrática Unitária | 79    | 2,85 / 100,00   | 2,10 |
|                         | Partido Nacional Renovador     | 10    | 0,36 / 100,00   | -    |
| Votos Inválidos         | Votos Inválidos                | 140   | 5,05 / 100,00   | 4,23 |
| Total                   | Total                          | 2 774 | 100,00 / 100,00 |      |
| Eleitorado/Participação | Eleitorado/Participação        | 4 366 | 63,54 / 100,00  | 4,76 |

#### Rio Meão
| Partido                 | Partido                        | Votos | %               | +/-  |
| ----------------------- | ------------------------------ | ----- | --------------- | ---- |
|                         | Partido Social Democrata       | 1 681 | 60,21 / 100,00  | 0,49 |
|                         | Partido Socialista             | 726   | 26,00 / 100,00  | 1,30 |
|                         | Bloco de Esquerda              | 102   | 3,65 / 100,00   | 0,85 |
|                         | CDS – Partido Popular          | 86    | 3,08 / 100,00   | 0,46 |
|                         | Coligação Democrática Unitária | 52    | 1,86 / 100,00   | 1,81 |
|                         | Partido Nacional Renovador     | 10    | 0,36 / 100,00   | -    |
| Votos Inválidos         | Votos Inválidos                | 135   | 4,83 / 100,00   | 1,67 |
| Total                   | Total                          | 2 792 | 100,00 / 100,00 |      |
| Eleitorado/Participação | Eleitorado/Participação        | 4 444 | 62,83 / 100,00  | 1,02 |

#### Romariz
| Partido                 | Partido                        | Votos | %               | +/-   |
| ----------------------- | ------------------------------ | ----- | --------------- | ----- |
|                         | Partido Social Democrata       | 848   | 49,88 / 100,00  | 5,72  |
|                         | Partido Socialista             | 539   | 31,71 / 100,00  | 10,00 |
|                         | CDS – Partido Popular          | 162   | 9,53 / 100,00   | 7,58  |
|                         | Bloco de Esquerda              | 28    | 1,65 / 100,00   | 0,55  |
|                         | Coligação Democrática Unitária | 20    | 1,18 / 100,00   | 0,20  |
|                         | Partido Nacional Renovador     | 5     | 0,29 / 100,00   | -     |
| Votos Inválidos         | Votos Inválidos                | 98    | 5,77 / 100,00   | 2,84  |
| Total                   | Total                          | 1 700 | 100,00 / 100,00 |       |
| Eleitorado/Participação | Eleitorado/Participação        | 3 051 | 55,72 / 100,00  | 5,15  |

#### Sanguedo
| Partido                 | Partido                        | Votos | %               | +/-  |
| ----------------------- | ------------------------------ | ----- | --------------- | ---- |
|                         | Partido Socialista             | 931   | 45,70 / 100,00  | 7,10 |
|                         | Partido Social Democrata       | 794   | 38,98 / 100,00  | 5,91 |
|                         | Bloco de Esquerda              | 77    | 3,78 / 100,00   | 0,14 |
|                         | CDS – Partido Popular          | 71    | 3,49 / 100,00   | 0,41 |
|                         | Coligação Democrática Unitária | 46    | 2,26 / 100,00   | 1,03 |
|                         | Partido Nacional Renovador     | 18    | 0,88 / 100,00   | -    |
| Votos Inválidos         | Votos Inválidos                | 100   | 4,91 / 100,00   | 1,77 |
| Total                   | Total                          | 2 037 | 100,00 / 100,00 |      |
| Eleitorado/Participação | Eleitorado/Participação        | 3 135 | 64,98 / 100,00  | 2,64 |

#### Santa Maria da Feira
| Partido                 | Partido                        | Votos  | %               | +/-   |
| ----------------------- | ------------------------------ | ------ | --------------- | ----- |
|                         | Partido Social Democrata       | 4 315  | 48,78 / 100,00  | 11,17 |
|                         | Partido Socialista             | 2 510  | 28,38 / 100,00  | 8,55  |
|                         | Bloco de Esquerda              | 766    | 8,66 / 100,00   | 2,86  |
|                         | CDS – Partido Popular          | 325    | 3,67 / 100,00   | 0,20  |
|                         | Coligação Democrática Unitária | 272    | 3,08 / 100,00   | 1,74  |
|                         | Partido Nacional Renovador     | 69     | 0,78 / 100,00   | -     |
| Votos Inválidos         | Votos Inválidos                | 588    | 6,65 / 100,00   | 4,32  |
| Total                   | Total                          | 8 845  | 100,00 / 100,00 |       |
| Eleitorado/Participação | Eleitorado/Participação        | 16 674 | 53,05 / 100,00  | 1,68  |

#### Santa Maria de Lamas
| Partido                 | Partido                        | Votos | %               | +/-  |
| ----------------------- | ------------------------------ | ----- | --------------- | ---- |
|                         | Partido Social Democrata       | 1 156 | 41,24 / 100,00  | 0,82 |
|                         | Partido Socialista             | 1 110 | 39,60 / 100,00  | 2,18 |
|                         | Bloco de Esquerda              | 140   | 4,99 / 100,00   | 0,43 |
|                         | CDS – Partido Popular          | 123   | 4,39 / 100,00   | 1,70 |
|                         | Coligação Democrática Unitária | 103   | 3,67 / 100,00   | 2,20 |
|                         | Partido Nacional Renovador     | 19    | 0,68 / 100,00   | -    |
| Votos Inválidos         | Votos Inválidos                | 152   | 5,42 / 100,00   | 1,97 |
| Total                   | Total                          | 2 803 | 100,00 / 100,00 |      |
| Eleitorado/Participação | Eleitorado/Participação        | 4 502 | 62,26 / 100,00  | 2,21 |

#### São João de Ver
| Partido                 | Partido                        | Votos | %               | +/-  |
| ----------------------- | ------------------------------ | ----- | --------------- | ---- |
|                         | Partido Social Democrata       | 2 522 | 49,50 / 100,00  | 8,65 |
|                         | Partido Socialista             | 1 525 | 29,93 / 100,00  | 4,78 |
|                         | Bloco de Esquerda              | 331   | 6,50 / 100,00   | 0,56 |
|                         | CDS – Partido Popular          | 234   | 4,59 / 100,00   | 1,37 |
|                         | Coligação Democrática Unitária | 144   | 2,83 / 100,00   | 2,35 |
|                         | Partido Nacional Renovador     | 26    | 0,51 / 100,00   | -    |
| Votos Inválidos         | Votos Inválidos                | 313   | 6,14 / 100,00   | 2,84 |
| Total                   | Total                          | 5 095 | 100,00 / 100,00 |      |
| Eleitorado/Participação | Eleitorado/Participação        | 9 259 | 55,03 / 100,00  | 0,88 |

#### São Miguel do Souto e Mosteirô
| Partido                 | Partido                        | Votos | %               | +/-  |
| ----------------------- | ------------------------------ | ----- | --------------- | ---- |
|                         | Partido Socialista             | 1 481 | 40,73 / 100,00  | 0,36 |
|                         | Partido Social Democrata       | 1 179 | 32,43 / 100,00  | 0,09 |
|                         | CDS – Partido Popular          | 390   | 10,73 / 100,00  | 2,60 |
|                         | Bloco de Esquerda              | 235   | 6,46 / 100,00   | 2,84 |
|                         | Coligação Democrática Unitária | 68    | 1,87 / 100,00   | 2,49 |
|                         | Partido Nacional Renovador     | 35    | 0,96 / 100,00   | -    |
| Votos Inválidos         | Votos Inválidos                | 248   | 6,82 / 100,00   | 4,19 |
| Total                   | Total                          | 3 636 | 100,00 / 100,00 |      |
| Eleitorado/Participação | Eleitorado/Participação        | 6 032 | 60,28 / 100,00  | 7,64 |

#### São Paio de Oleiros
| Partido                 | Partido                        | Votos | %               | +/-   |
| ----------------------- | ------------------------------ | ----- | --------------- | ----- |
|                         | Partido Social Democrata       | 992   | 43,80 / 100,00  | 12,11 |
|                         | Partido Socialista             | 717   | 31,66 / 100,00  | 7,74  |
|                         | Coligação Democrática Unitária | 240   | 10,60 / 100,00  | 3,40  |
|                         | Bloco de Esquerda              | 124   | 5,47 / 100,00   | 0,45  |
|                         | CDS – Partido Popular          | 61    | 2,69 / 100,00   | 0,55  |
|                         | Partido Nacional Renovador     | 6     | 0,26 / 100,00   | -     |
| Votos Inválidos         | Votos Inválidos                | 125   | 5,42 / 100,00   | 2,33  |
| Total                   | Total                          | 2 265 | 100,00 / 100,00 |       |
| Eleitorado/Participação | Eleitorado/Participação        | 3 464 | 65,39 / 100,00  | 3,32  |

### Juntas de Freguesia

#### Argoncilhe
| Partido                 | Partido                        | Votos | %               | +/-  | Mandatos | +/-     |
| ----------------------- | ------------------------------ | ----- | --------------- | ---- | -------- | ------- |
|                         | Partido Social Democrata       | 1 872 | 41,57 / 100,00  | 6,74 | 6 / 13   | 2       |
|                         | Partido Socialista             | 1 644 | 36,51 / 100,00  | 4,25 | 6 / 13   | 1       |
|                         | CDS – Partido Popular          | 499   | 11,08 / 100,00  | 5,69 | 1 / 13   | 1       |
|                         | Coligação Democrática Unitária | 126   | 2,80 / 100,00   | 1,42 | 0 / 13   | Estável |
|                         | Bloco de Esquerda              | 117   | 2,60 / 100,00   | 0,45 | 0 / 13   | Estável |
| Votos Inválidos         | Votos Inválidos                | 245   | 5,44 / 100,00   | 1,34 |          |         |
| Total                   | Total                          | 4 503 | 100,00 / 100,00 |      | 13 / 13  |         |
| Eleitorado/Participação | Eleitorado/Participação        | 7 487 | 60,14 / 100,00  | 0,78 |          |         |

#### Arrifana
| Partido                 | Partido                        | Votos | %               | +/-   | Mandatos | +/-     |
| ----------------------- | ------------------------------ | ----- | --------------- | ----- | -------- | ------- |
|                         | Partido Social Democrata       | 1 247 | 42,29 / 100,00  | 11,04 | 6 / 13   | 1       |
|                         | Partido Socialista             | 1 145 | 38,83 / 100,00  | 31,32 | 6 / 13   | 5       |
|                         | CDS – Partido Popular          | 185   | 6,27 / 100,00   | 3,41  | 1 / 13   | Estável |
|                         | Bloco de Esquerda              | 130   | 4,41 / 100,00   | 2,17  | 0 / 13   | Estável |
|                         | Coligação Democrática Unitária | 73    | 2,48 / 100,00   | 0,31  | 0 / 13   | Estável |
| Votos Inválidos         | Votos Inválidos                | 169   | 5,73 / 100,00   | 0,71  |          |         |
| Total                   | Total                          | 2 949 | 100,00 / 100,00 |       | 13 / 13  |         |
| Eleitorado/Participação | Eleitorado/Participação        | 5 726 | 51,50 / 100,00  | 1,16  |          |         |

#### Caldas de São Jorge e Pigeiros
| Partido                 | Partido                        | Votos | %               | +/-  | Mandatos | +/-     |
| ----------------------- | ------------------------------ | ----- | --------------- | ---- | -------- | ------- |
|                         | Partido Social Democrata       | 1 163 | 52,29 / 100,00  | 7,58 | 5 / 9    | Estável |
|                         | Partido Socialista             | 777   | 34,94 / 100,00  | 8,88 | 4 / 9    | Estável |
|                         | CDS – Partido Popular          | 88    | 3,96 / 100,00   | 1,29 | 0 / 9    | Estável |
|                         | Coligação Democrática Unitária | 85    | 3,82 / 100,00   | 0,29 | 0 / 9    | Estável |
| Votos Inválidos         | Votos Inválidos                | 111   | 4,99 / 100,00   | 0,47 |          |         |
| Total                   | Total                          | 2 224 | 100,00 / 100,00 |      | 9 / 9    |         |
| Eleitorado/Participação | Eleitorado/Participação        | 3 564 | 62,40 / 100,00  | 1,49 |          |         |

#### Canedo, Vale e Vila Maior
| Partido                 | Partido                        | Votos | %               | +/-  | Mandatos | +/-     |
| ----------------------- | ------------------------------ | ----- | --------------- | ---- | -------- | ------- |
|                         | Partido Social Democrata       | 1 990 | 51,10 / 100,00  | 8,84 | 8 / 13   | 2       |
|                         | Partido Socialista             | 646   | 16,59 / 100,00  | 5,87 | 2 / 13   | 1       |
|                         | CDS – Partido Popular          | 505   | 12,97 / 100,00  | 7,62 | 2 / 13   | 2       |
|                         | Bloco de Esquerda              | 384   | 9,86 / 100,00   | -    | 1 / 13   | -       |
|                         | Coligação Democrática Unitária | 88    | 2,26 / 100,00   | 1,68 | 0 / 13   | Estável |
| Votos Inválidos         | Votos Inválidos                | 281   | 7,21 / 100,00   | 1,09 |          |         |
| Total                   | Total                          | 3 894 | 100,00 / 100,00 |      | 13 / 13  |         |
| Eleitorado/Participação | Eleitorado/Participação        | 8 903 | 43,74 / 100,00  | 3,82 |          |         |

#### Escapães
| Partido                 | Partido                        | Votos | %               | +/-  | Mandatos | +/-     |
| ----------------------- | ------------------------------ | ----- | --------------- | ---- | -------- | ------- |
|                         | Partido Social Democrata       | 874   | 45,74 / 100,00  | 1,09 | 5 / 9    | Estável |
|                         | Partido Socialista             | 789   | 41,29 / 100,00  | 1,78 | 4 / 9    | Estável |
|                         | CDS-MPT                        | 68    | 3,56 / 100,00   | -    | 0 / 9    | -       |
|                         | Bloco de Esquerda              | 51    | 2,67 / 100,00   | 0,43 | 0 / 9    | Estável |
|                         | Coligação Democrática Unitária | 27    | 1,41 / 100,00   | 1,08 | 0 / 9    | Estável |
| Votos Inválidos         | Votos Inválidos                | 102   | 5,33 / 100,00   | 1,36 |          |         |
| Total                   | Total                          | 1 911 | 100,00 / 100,00 |      | 9 / 9    |         |
| Eleitorado/Participação | Eleitorado/Participação        | 2 961 | 64,54 / 100,00  | 9,37 |          |         |

#### Fiães
| Partido                 | Partido                        | Votos | %               | +/-   | Mandatos | +/-     |
| ----------------------- | ------------------------------ | ----- | --------------- | ----- | -------- | ------- |
|                         | Partido Social Democrata       | 1 702 | 43,10 / 100,00  | 10,23 | 7 / 13   | 2       |
|                         | Partido Socialista             | 1 166 | 29,53 / 100,00  | 2,81  | 4 / 13   | Estável |
|                         | CDS – Partido Popular          | 363   | 9,19 / 100,00   | 7,64  | 1 / 13   | 1       |
|                         | Coligação Democrática Unitária | 332   | 8,41 / 100,00   | 3,40  | 1 / 13   | 1       |
|                         | Bloco de Esquerda              | 155   | 3,93 / 100,00   | 1,15  | 0 / 13   | Estável |
| Votos Inválidos         | Votos Inválidos                | 231   | 5,85 / 100,00   | 0,02  |          |         |
| Total                   | Total                          | 3 949 | 100,00 / 100,00 |       | 13 / 13  |         |
| Eleitorado/Participação | Eleitorado/Participação        | 7 009 | 56,34 / 100,00  | 0,97  |          |         |

#### Fornos
| Partido                 | Partido                        | Votos | %               | +/-  | Mandatos | +/-     |
| ----------------------- | ------------------------------ | ----- | --------------- | ---- | -------- | ------- |
|                         | Partido Social Democrata       | 906   | 49,67 / 100,00  | 2,41 | 5 / 9    | Estável |
|                         | Partido Socialista             | 525   | 28,78 / 100,00  | 5,12 | 3 / 9    | Estável |
|                         | Coligação Democrática Unitária | 183   | 10,03 / 100,00  | 3,33 | 1 / 9    | Estável |
|                         | CDS – Partido Popular          | 61    | 3,34 / 100,00   | -    | 0 / 9    | -       |
|                         | Bloco de Esquerda              | 50    | 2,74 / 100,00   | -    | 0 / 9    | -       |
| Votos Inválidos         | Votos Inválidos                | 99    | 5,43 / 100,00   | 0,05 |          |         |
| Total                   | Total                          | 1 824 | 100,00 / 100,00 |      | 9 / 9    |         |
| Eleitorado/Participação | Eleitorado/Participação        | 3 017 | 60,46 / 100,00  | 1,03 |          |         |

#### Lobão, Gião, Louredo e Guisande
| Partido                 | Partido                        | Votos | %               | +/-  | Mandatos | +/-     |
| ----------------------- | ------------------------------ | ----- | --------------- | ---- | -------- | ------- |
|                         | Partido Social Democrata       | 2 237 | 44,67 / 100,00  | 1,77 | 7 / 13   | 1       |
|                         | Partido Socialista             | 2 028 | 40,50 / 100,00  | 3,01 | 6 / 13   | Estável |
|                         | CDS – Partido Popular          | 248   | 4,95 / 100,00   | 5,75 | 0 / 13   | 1       |
|                         | Coligação Democrática Unitária | 125   | 2,50 / 100,00   | -    | 0 / 13   | -       |
| Votos Inválidos         | Votos Inválidos                | 370   | 7,39 / 100,00   | 1,52 |          |         |
| Total                   | Total                          | 5 008 | 100,00 / 100,00 |      | 13 / 13  |         |
| Eleitorado/Participação | Eleitorado/Participação        | 9 607 | 52,13 / 100,00  | 1,05 |          |         |

#### Lourosa
| Partido                 | Partido                        | Votos | %               | +/-  | Mandatos | +/-     |
| ----------------------- | ------------------------------ | ----- | --------------- | ---- | -------- | ------- |
|                         | Partido Social Democrata       | 2 452 | 54,53 / 100,00  | 8,34 | 8 / 13   | 1       |
|                         | Partido Socialista             | 1 439 | 32,00 / 100,00  | 1,65 | 5 / 13   | Estável |
|                         | Bloco de Esquerda              | 200   | 4,45 / 100,00   | 0,53 | 0 / 13   | Estável |
|                         | CDS – Partido Popular          | 128   | 2,85 / 100,00   | 4,71 | 0 / 13   | 1       |
|                         | Coligação Democrática Unitária | 60    | 1,33 / 100,00   | 1,03 | 0 / 13   | Estável |
|                         | Partido Nacional Renovador     | 17    | 0,38 / 100,00   | -    | 0 / 13   | -       |
| Votos Inválidos         | Votos Inválidos                | 201   | 4,47 / 100,00   | 1,85 |          |         |
| Total                   | Total                          | 4 497 | 100,00 / 100,00 |      | 13 / 13  |         |
| Eleitorado/Participação | Eleitorado/Participação        | 7 784 | 57,77 / 100,00  | 2,49 |          |         |

#### Milheirós de Poiares
| Partido                 | Partido                        | Votos | %               | +/-   | Mandatos | +/-     |
| ----------------------- | ------------------------------ | ----- | --------------- | ----- | -------- | ------- |
|                         | Mais Milheirós                 | 993   | 47,35 / 100,00  | Novo  | 5 / 9    | Novo    |
|                         | Partido Social Democrata       | 902   | 43,01 / 100,00  | 13,06 | 4 / 9    | 1       |
|                         | Coligação Democrática Unitária | 45    | 2,15 / 100,00   | 1,06  | 0 / 9    | Estável |
|                         | CDS – Partido Popular          | 41    | 1,96 / 100,00   | -     | 0 / 9    | -       |
|                         | Partido Nacional Renovador     | 28    | 1,34 / 100,00   | -     | 0 / 9    | -       |
| Votos Inválidos         | Votos Inválidos                | 88    | 4,20 / 100,00   | 0,27  |          |         |
| Total                   | Total                          | 2 097 | 100,00 / 100,00 |       | 9 / 9    |         |
| Eleitorado/Participação | Eleitorado/Participação        | 3 325 | 63,07 / 100,00  | 2,73  |          |         |

#### Mozelos
| Partido                 | Partido                        | Votos | %               | +/-  | Mandatos | +/-     |
| ----------------------- | ------------------------------ | ----- | --------------- | ---- | -------- | ------- |
|                         | Partido Social Democrata       | 1 882 | 47,54 / 100,00  | 8,20 | 7 / 13   | 1       |
|                         | Partido Socialista             | 1 478 | 37,33 / 100,00  | 0,27 | 6 / 13   | Estável |
|                         | Bloco de Esquerda              | 178   | 4,50 / 100,00   | 0,26 | 0 / 13   | Estável |
|                         | CDS – Partido Popular          | 172   | 4,34 / 100,00   | 2,03 | 0 / 13   | 1       |
|                         | Coligação Democrática Unitária | 88    | 2,22 / 100,00   | 1,94 | 0 / 13   | Estável |
| Votos Inválidos         | Votos Inválidos                | 161   | 4,06 / 100,00   | 4,24 |          |         |
| Total                   | Total                          | 3 959 | 100,00 / 100,00 |      | 13 / 13  |         |
| Eleitorado/Participação | Eleitorado/Participação        | 6 348 | 62,37 / 100,00  | 3,31 |          |         |

#### Nogueira da Regedoura
| Partido                 | Partido                        | Votos | %               | +/-  | Mandatos | +/-     |
| ----------------------- | ------------------------------ | ----- | --------------- | ---- | -------- | ------- |
|                         | Partido Socialista             | 1 611 | 48,57 / 100,00  | 2,82 | 7 / 13   | 2       |
|                         | Partido Social Democrata       | 1 351 | 40,73 / 100,00  | 6,73 | 6 / 13   | 2       |
|                         | Bloco de Esquerda              | 100   | 3,01 / 100,00   | 0,17 | 0 / 13   | Estável |
|                         | Coligação Democrática Unitária | 54    | 1,63 / 100,00   | 1,32 | 0 / 13   | Estável |
|                         | CDS – Partido Popular          | 0     | 0,00 / 100,00   | 7,97 | 0 / 13   | Estável |
| Votos Inválidos         | Votos Inválidos                | 201   | 6,06 / 100,00   | 0,09 |          |         |
| Total                   | Total                          | 3 317 | 100,00 / 100,00 |      | 13 / 13  | 4       |
| Eleitorado/Participação | Eleitorado/Participação        | 5 087 | 65,21 / 100,00  | 4,61 |          |         |

#### Paços de Brandão
| Partido                 | Partido                        | Votos | %               | +/-  | Mandatos | +/-     |
| ----------------------- | ------------------------------ | ----- | --------------- | ---- | -------- | ------- |
|                         | Partido Social Democrata       | 1 334 | 48,07 / 100,00  | 2,06 | 5 / 9    | Estável |
|                         | Partido Socialista             | 706   | 25,44 / 100,00  | 5,85 | 3 / 9    | 1       |
|                         | CDS – Partido Popular          | 377   | 13,59 / 100,00  | 3,51 | 1 / 9    | 1       |
|                         | Bloco de Esquerda              | 139   | 5,01 / 100,00   | 0,21 | 0 / 9    | Estável |
|                         | Coligação Democrática Unitária | 83    | 2,99 / 100,00   | 2,54 | 0 / 9    | Estável |
| Votos Inválidos         | Votos Inválidos                | 136   | 4,90 / 100,00   | 1,64 |          |         |
| Total                   | Total                          | 2 775 | 100,00 / 100,00 |      | 9 / 9    |         |
| Eleitorado/Participação | Eleitorado/Participação        | 4 366 | 63,56 / 100,00  | 4,71 |          |         |

#### Rio Meão
| Partido                 | Partido                        | Votos | %               | +/-  | Mandatos | +/-     |
| ----------------------- | ------------------------------ | ----- | --------------- | ---- | -------- | ------- |
|                         | Partido Social Democrata       | 1 971 | 70,62 / 100,00  | 3,48 | 7 / 9    | 1       |
|                         | Partido Socialista             | 545   | 19,53 / 100,00  | 1,08 | 2 / 9    | 1       |
|                         | CDS – Partido Popular          | 70    | 2,51 / 100,00   | -    | 0 / 9    | -       |
|                         | Bloco de Esquerda              | 67    | 2,40 / 100,00   | -    | 0 / 9    | -       |
|                         | Coligação Democrática Unitária | 34    | 1,22 / 100,00   | 2,38 | 0 / 9    | Estável |
| Votos Inválidos         | Votos Inválidos                | 104   | 3,73 / 100,00   | 0,12 |          |         |
| Total                   | Total                          | 2 791 | 100,00 / 100,00 |      | 9 / 9    |         |
| Eleitorado/Participação | Eleitorado/Participação        | 4 444 | 62,80 / 100,00  | 0,99 |          |         |

#### Romariz
| Partido                 | Partido                        | Votos | %               | +/-   | Mandatos | +/-     |
| ----------------------- | ------------------------------ | ----- | --------------- | ----- | -------- | ------- |
|                         | Partido Social Democrata       | 834   | 49,06 / 100,00  | 1,01  | 5 / 9    | Estável |
|                         | Partido Socialista             | 533   | 31,35 / 100,00  | 14,32 | 3 / 9    | 1       |
|                         | CDS – Partido Popular          | 223   | 13,12 / 100,00  | -     | 1 / 9    | -       |
|                         | Coligação Democrática Unitária | 19    | 1,12 / 100,00   | -     | 0 / 9    | -       |
| Votos Inválidos         | Votos Inválidos                | 91    | 5,35 / 100,00   | 0,94  |          |         |
| Total                   | Total                          | 1 700 | 100,00 / 100,00 |       | 9 / 9    |         |
| Eleitorado/Participação | Eleitorado/Participação        | 3 051 | 55,72 / 100,00  | 5,15  |          |         |

#### Sanguedo
| Partido                 | Partido                                    | Votos | %               | +/-   | Mandatos | +/-     |
| ----------------------- | ------------------------------------------ | ----- | --------------- | ----- | -------- | ------- |
|                         | Partido Socialista                         | 1 140 | 55,99 / 100,00  | 9,66  | 6 / 9    | 1       |
|                         | Partido Social Democrata                   | 587   | 28,83 / 100,00  | 12,58 | 3 / 9    | 1       |
|                         | Movimento Independente Juntos por Sanguedo | 142   | 6,97 / 100,00   | Novo  | 0 / 9    | Novo    |
|                         | CDS – Partido Popular                      | 63    | 3,09 / 100,00   | 1,27  | 0 / 9    | Estável |
|                         | Coligação Democrática Unitária             | 38    | 1,87 / 100,00   | 0,95  | 0 / 9    | Estável |
| Votos Inválidos         | Votos Inválidos                            | 66    | 3,24 / 100,00   | 1,84  |          |         |
| Total                   | Total                                      | 2 036 | 100,00 / 100,00 |       | 9 / 9    |         |
| Eleitorado/Participação | Eleitorado/Participação                    | 3 135 | 64,94 / 100,00  | 2,57  |          |         |

#### Santa Maria da Feira
| Partido                 | Partido                        | Votos  | %               | +/-   | Mandatos | +/-     |
| ----------------------- | ------------------------------ | ------ | --------------- | ----- | -------- | ------- |
|                         | Partido Social Democrata       | 4 724  | 53,41 / 100,00  | 13,95 | 9 / 13   | 2       |
|                         | Partido Socialista             | 2 548  | 28,81 / 100,00  | 7,32  | 4 / 13   | 2       |
|                         | Bloco de Esquerda              | 468    | 5,29 / 100,00   | 1,50  | 0 / 13   | Estável |
|                         | CDS – Partido Popular          | 323    | 3,65 / 100,00   | 0,55  | 0 / 13   | Estável |
|                         | Coligação Democrática Unitária | 224    | 2,53 / 100,00   | 1,11  | 0 / 13   | Estável |
| Votos Inválidos         | Votos Inválidos                | 557    | 6,29 / 100,00   | 2,91  |          |         |
| Total                   | Total                          | 8 844  | 100,00 / 100,00 |       | 13 / 13  |         |
| Eleitorado/Participação | Eleitorado/Participação        | 16 674 | 53,04 / 100,00  | 1,69  |          |         |

#### Santa Maria de Lamas
| Partido                 | Partido                        | Votos | %               | +/-  | Mandatos | +/-     |
| ----------------------- | ------------------------------ | ----- | --------------- | ---- | -------- | ------- |
|                         | Partido Social Democrata       | 1 144 | 40,81 / 100,00  | 0,87 | 5 / 9    | 1       |
|                         | Partido Socialista             | 1 117 | 39,85 / 100,00  | 6,32 | 4 / 9    | Estável |
|                         | CDS – Partido Popular          | 135   | 4,82 / 100,00   | -    | 0 / 9    | -       |
|                         | Coligação Democrática Unitária | 129   | 4,60 / 100,00   | 0,35 | 0 / 9    | Estável |
|                         | Bloco de Esquerda              | 114   | 4,07 / 100,00   | 1,17 | 0 / 9    | Estável |
| Votos Inválidos         | Votos Inválidos                | 164   | 5,85 / 100,00   | 1,23 |          |         |
| Total                   | Total                          | 2 803 | 100,00 / 100,00 |      | 9 / 9    |         |
| Eleitorado/Participação | Eleitorado/Participação        | 4 502 | 62,26 / 100,00  | 2,21 |          |         |

#### São João de Ver
| Partido                 | Partido                        | Votos | %               | +/-   | Mandatos | +/-     |
| ----------------------- | ------------------------------ | ----- | --------------- | ----- | -------- | ------- |
|                         | Partido Social Democrata       | 2 245 | 44,06 / 100,00  | 22,62 | 7 / 13   | 4       |
|                         | Partido Socialista             | 1 522 | 29,87 / 100,00  | 6,68  | 5 / 13   | 1       |
|                         | CDS – Partido Popular          | 310   | 6,08 / 100,00   | 3,22  | 1 / 13   | 1       |
|                         | Bloco de Esquerda              | 213   | 4,18 / 100,00   | 0,40  | 0 / 13   | Estável |
|                         | Coligação Democrática Unitária | 94    | 1,84 / 100,00   | 0,56  | 0 / 13   | Estável |
| Votos Inválidos         | Votos Inválidos                | 711   | 13,95 / 100,00  | 7,03  |          |         |
| Total                   | Total                          | 5 095 | 100,00 / 100,00 |       | 13 / 13  |         |
| Eleitorado/Participação | Eleitorado/Participação        | 9 259 | 55,03 / 100,00  | 0,88  |          |         |

#### São Miguel do Souto e Mosteirô
| Partido                 | Partido                                     | Votos | %               | +/-  | Mandatos | +/-     |
| ----------------------- | ------------------------------------------- | ----- | --------------- | ---- | -------- | ------- |
|                         | Partido Socialista                          | 1 419 | 39,02 / 100,00  | 2,09 | 6 / 13   | Estável |
|                         | Partido Social Democrata                    | 919   | 25,27 / 100,00  | 5,94 | 3 / 13   | 2       |
|                         | Movimento Independente por Souto e Mosteirô | 481   | 13,23 / 100,00  | Novo | 2 / 13   | Novo    |
|                         | CDS – Partido Popular                       | 470   | 12,92 / 100,00  | 0,23 | 2 / 13   | Estável |
|                         | Bloco de Esquerda                           | 120   | 3,30 / 100,00   | -    | 0 / 13   | -       |
|                         | Coligação Democrática Unitária              | 47    | 1,29 / 100,00   | 3,09 | 0 / 13   | Estável |
| Votos Inválidos         | Votos Inválidos                             | 181   | 4,97 / 100,00   | 5,18 |          |         |
| Total                   | Total                                       | 3 637 | 100,00 / 100,00 |      | 13 / 13  |         |
| Eleitorado/Participação | Eleitorado/Participação                     | 6 032 | 60,30 / 100,00  | 7,63 |          |         |

#### São Paio de Oleiros
| Partido                 | Partido                        | Votos | %               | +/-   | Mandatos | +/-     |
| ----------------------- | ------------------------------ | ----- | --------------- | ----- | -------- | ------- |
|                         | Partido Social Democrata       | 1 044 | 46,09 / 100,00  | 11,57 | 5 / 9    | 1       |
|                         | Partido Socialista             | 663   | 29,27 / 100,00  | 12,09 | 3 / 9    | 1       |
|                         | Coligação Democrática Unitária | 291   | 12,85 / 100,00  | 0,92  | 1 / 9    | Estável |
|                         | Bloco de Esquerda              | 105   | 4,64 / 100,00   | 0,44  | 0 / 9    | Estável |
|                         | CDS – Partido Popular          | 65    | 2,87 / 100,00   | -     | 0 / 9    | -       |
| Votos Inválidos         | Votos Inválidos                | 97    | 4,28 / 100,00   | 1,88  |          |         |
| Total                   | Total                          | 2 265 | 100,00 / 100,00 |       | 9 / 9    |         |
| Eleitorado/Participação | Eleitorado/Participação        | 3 464 | 65,39 / 100,00  | 3,32  |          |         |

#### Juntas antes e depois das Eleições
| Freguesia                       | 2013-2017 | 2013-2017                | 2013-2017      | 2017-2021 | 2017-2021                | 2017-2021      |
| ------------------------------- | --------- | ------------------------ | -------------- | --------- | ------------------------ | -------------- |
| Argoncilhe                      |           | Partido Social Democrata | 48,31 / 100,00 |           | Partido Social Democrata | 41,57 / 100,00 |
| Arrifana                        |           | Partido Social Democrata | 31,25 / 100,00 |           | Partido Social Democrata | 42,29 / 100,00 |
| Caldas de São Jorge e Pigeiros  |           | Partido Social Democrata | 44,71 / 100,00 |           | Partido Social Democrata | 52,29 / 100,00 |
| Canedo, Vale e Vila Maior       |           | Partido Social Democrata | 59,94 / 100,00 |           | Partido Social Democrata | 51,10 / 100,00 |
| Escapães                        |           | Partido Social Democrata | 44,65 / 100,00 |           | Partido Social Democrata | 45,74 / 100,00 |
| Fiães                           |           | Partido Social Democrata | 32,87 / 100,00 |           | Partido Social Democrata | 43,10 / 100,00 |
| Fornos                          |           | Partido Social Democrata | 47,26 / 100,00 |           | Partido Social Democrata | 49,67 / 100,00 |
| Lobão, Gião, Louredo e Guisande |           | Partido Social Democrata | 42,90 / 100,00 |           | Partido Social Democrata | 44,67 / 100,00 |
| Lourosa                         |           | Partido Social Democrata | 46,19 / 100,00 |           | Partido Social Democrata | 54,53 / 100,00 |
| Milheirós de Poiares            |           | Partido Socialista       | 62,37 / 100,00 |           | Grupo de Cidadãos        | 47,35 / 100,00 |
| Mozelos                         |           | Partido Social Democrata | 39,34 / 100,00 |           | Partido Social Democrata | 47,54 / 100,00 |
| Nogueira da Regedoura           |           | Partido Socialista       | 45,75 / 100,00 |           | Partido Socialista       | 48,57 / 100,00 |
| Paços de Brandão                |           | Partido Social Democrata | 46,01 / 100,00 |           | Partido Social Democrata | 48,07 / 100,00 |
| Rio Meão                        |           | Partido Social Democrata | 74,10 / 100,00 |           | Partido Social Democrata | 70,62 / 100,00 |
| Romariz                         |           | Partido Social Democrata | 48,05 / 100,00 |           | Partido Social Democrata | 49,06 / 100,00 |
| Sanguedo                        |           | Partido Socialista       | 46,33 / 100,00 |           | Partido Socialista       | 55,99 / 100,00 |
| Santa Maria da Feira            |           | Partido Social Democrata | 39,46 / 100,00 |           | Partido Social Democrata | 53,41 / 100,00 |
| Santa Maria de Lamas            |           | Partido Social Democrata | 39,94 / 100,00 |           | Partido Social Democrata | 40,81 / 100,00 |
| São João de Ver                 |           | Grupo de Cidadãos        | 39,41 / 100,00 |           | Partido Social Democrata | 44,06 / 100,00 |
| São Miguel do Souto e Mosteirô  |           | Partido Socialista       | 41,11 / 100,00 |           | Partido Socialista       | 39,02 / 100,00 |
| São Paio de Oleiros             |           | Partido Socialista       | 41,36 / 100,00 |           | Partido Social Democrata | 46,09 / 100,00 |